# Елизаветовка (Житомирская область)
Елизаветовка (укр. Єлизаветівка) — село на Украине, основано в 1801 году, находится в Коростышевском районе Житомирской области.
Население по переписи 2001 года составляет 29 человек. Почтовый индекс — 12533. Телефонный код — 4130. Занимает площадь 0,425 км².

## Адрес местного совета
12533, Житомирская область, Коростышевский р-н, с.Крапивня